# 弓倉弘年
弓倉 弘年（ゆみくら ひろとし、1958年 - ）は、日本の歴史家。管領家畠山氏の研究や中世紀伊に関する著作がある。

## 略歴
1958年、和歌山県和歌山市生まれ。1981年、國學院大學文学部史学科卒業。田辺市や新宮市での勤務を経て、1989年より和歌山県史編さん班勤務。『田辺市史』や『粉河町史』の執筆に加わった。2007年、新潟大学で博士（文学）の学位を取得。和歌山県立向陽高等学校教諭、のち和歌山県立桐蔭高等学校教諭。

## 著書
- 『中世後期畿内近国守護の研究』（清文堂出版） 2006年

### 共編著
- 『きのくに荘園の世界』（共著、清文堂出版） 2000年
- 『大阪狭山市史 第2巻 史料編 古代・中世』（共著、大阪狭山市役所） 2002年
- 『和歌山県の歴史』（共著、山川出版社） 2004年、第2版 2015年
- 『中世終焉 - 秀吉の太田城水攻めを考える』（共著、海津一朗編、清文堂出版、和歌山大学フィールドミュージアム叢書1） 2008年
- 『大阪狭山市史 第1巻 本文編 通史』（共著、大阪狭山市） 2014年
- 『松永久秀 - 歪められた戦国の"梟雄"の実像』（共著、天野忠幸編、宮帯出版社） 2017年
- 『南近畿の戦国時代 躍動する武士・寺社・民衆』（小谷利明共編、戎光祥出版、戎光祥中世史論集5） 2017年